# Paterswolde
Paterswolde est un village de la commune néerlandaise de Tynaarlo, situé dans la province de Drenthe. Une partie du village est située sur la commune de Groningue, dans la province de Groningue.

## Géographie
Le village s'étend sur 689 ha, à 6 km au sud de Groningue. Il forme une seule agglomération avec le village d'Eelde, connue sous le nom d'Eelde-Paterswolde. Il donne son nom à un lac de 270 ha situé à l'est et partagé entre les deux provinces de Drenthe et de Groningue.

## Histoire
Paterswolde faisait partie de la commune d'Eelde avant le 1er janvier 1998, quand celle-ci a été supprimée et fusionnée avec Zuidlaren et Vries pour former la commune de Tynaarlo.
La portion du village située dans la province de Groningue faisait partie de la commune de Haren avant le 1er janvier 2019, quand celle-ci a été supprimée et rattachée à Groningue.

## Démographie
Le 1er janvier 2020, le village comptait 3 750 habitants et l'agglomération Eelde-Paterswolde 10 790 habitants.